# Matthias Weishaupt

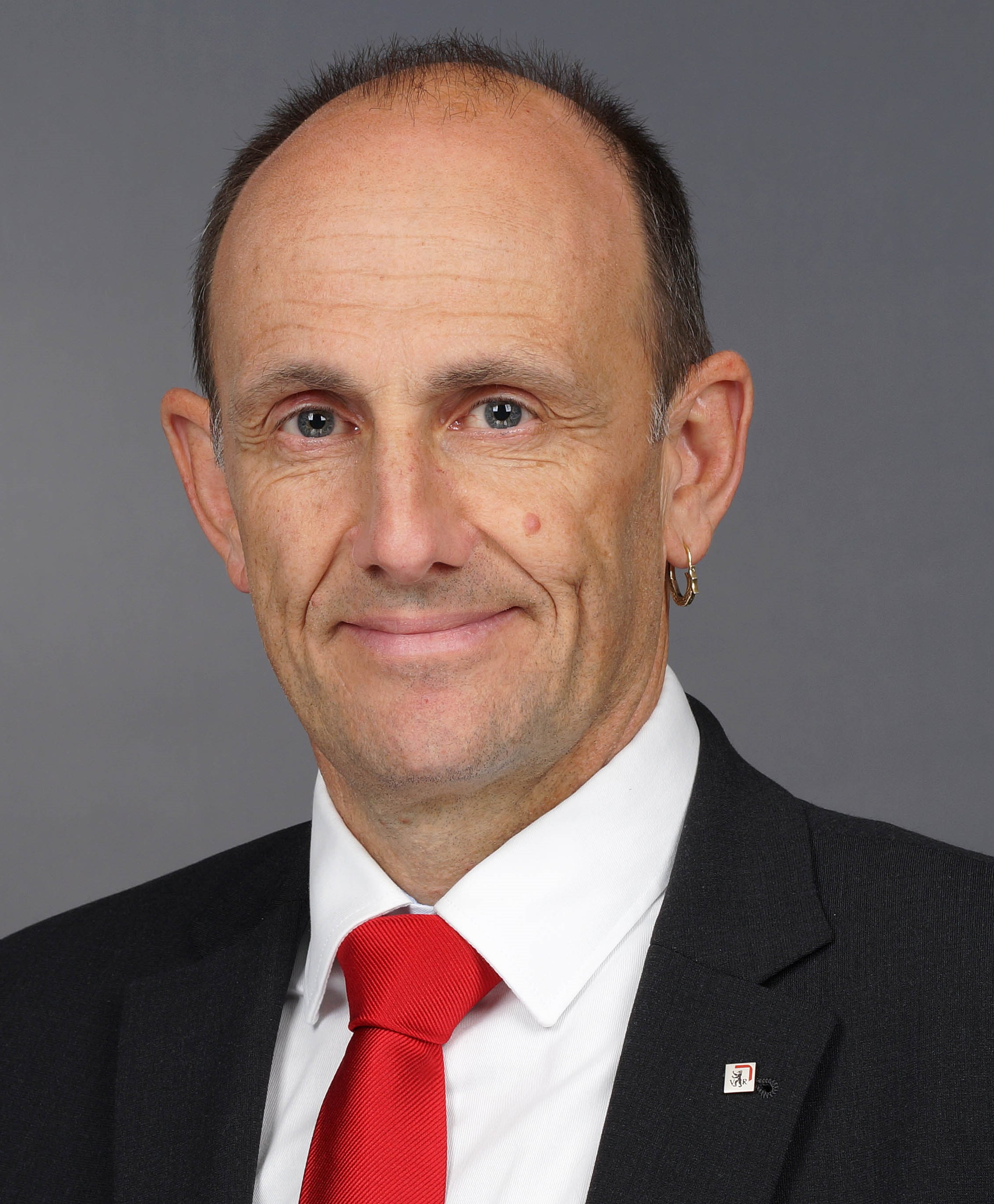
Matthias Weishaupt

Matthias Weishaupt (* 19. März 1961) ist ein Schweizer Historiker und Politiker (SP).
In den Jahren 2004 bis 2006 präsidierte Matthias Weishaupt die neu gegründete und die Gemeinden Bühler, Gais und Teufen umfassende SP-Parteisektion Rotbach.
Von 2006 bis 2019 war er Regierungsrat des Kantons Appenzell Ausserrhoden und leitete das Departement Gesundheit und Soziales. Von 2015 bis 2017 war er zudem Landammann (Regierungspräsident). Seit 2019 präsidiert er die Eidgenössische Kommission für Fragen zu Sucht und Prävention nichtübertragbarer Krankheiten (EKSN).
Vor seinem Einstieg in die Politik leitete Matthias Weishaupt von 1998 bis 2006 die Kantonsbibliothek Appenzell Ausserrhoden in Trogen. Heute ist er als Mediator und Coach in den Bereichen Politik, Verwaltung und Wirtschaft tätig.